# Олигодон на Гюнтер
Oligodon cinereus е вид змия от семейство Смокообразни (Colubridae). Видът не е застрашен от изчезване.

## Разпространение
Разпространен е в Бангладеш, Виетнам, Индия, Камбоджа, Китай, Лаос, Малайзия (Западна Малайзия), Мианмар, Тайланд и Хонконг.